# 野宮定逸
野宮定逸（ののみや さだとし、慶長15年（1610年） - 万治2年（1659年）2月15日）は、江戸時代前期の公卿。法名は覚了。
花山院忠長の子で、野宮家の始祖。

## 官歴
- 元和8年（1622年）：従五位上、兵部大輔
- 寛永3年（1626年）：正五位下
- 寛永6年（1629年）：従四位下
- 寛永10年（1633年）：従四位上
- 寛永13年（1636年）：従四位下
- 寛永17年（1640年）：従三位
- 正保元年（1644年）：正三位
- 正保4年（1647年）：権中納言
- 承応元年（1652年）：武家伝奏、従二位、権大納言
- 承応2年（1653年）：踏歌節会外弁
- 承応3年（1654年）：正二位

## 系譜
- 父：花山院忠長
- 養子：野宮定縁（中院通純の子）